# Mokossé (Mora)
Pour les articles homonymes, voir Mokossé.
Mokossé (ou Mokoché, Makossé) est une localité du Cameroun située dans le canton de Mémé, dans la commune de Mora, dans le département du Mayo-Sava et la région de l'Extrême-Nord.  

## Géographie
Mokossé se situe à l'extrême nord du département, à 40km à l'Est de Mora, à la limite de la frontière avec le Nigeria.
En 1969, Mokossé était joignable par une piste piétonne qui partait de Mangafe Aba Fadi.
Avant les années 1960, le mayo mangafé traversait Mokossé. Le système hydrographique présentant une certaine instabilité, il a par la suite débouché à Kodjoleo.

## Population
En 1967, on comptait 379 personnes dans la localité.
Lors du recensement de 2005, 572 personnes y ont été dénombrées, dont 295 hommes et 277 femmes.

### Ethnies
On trouve à Mokossé des populations arabes Choa, Kanouri, Banana et Mouyeng.